# Zip City (Alabama)
Zip City es un área no incorporada ubicada en el condado de Lauderdale en el estado estadounidense de Alabama.

## Geografía
Zip City se encuentra ubicada en las coordenadas 34°55′17″N 87°40′12″O / 34.92139, -87.67000.